# Vasculite leucocitoclastica
La vasculite leucocitoclastica è una forma di vasculite presente nei piccoli vasi. Nella pratica clinica è una delle più comuni forme di vasculiti.
In base all'eziologia della vasculite leucocitoclastica si può parlare di:
- vasculiti allergiche;
- vasculiti da ipersensibilità;
- angiti leucocitoclastiche (angite leucocitoclastica cutanea).

Essa non è una patologia a sé stante: il termine si riferisce ad una manifestazione dell'infiammazione causata dalla presenza di immunocomplessi che possono essere la conseguenza di una patologia pre-esistente o idiopatici. La formazione di immunocomplessi è molto simile a quella osservata nella Reazione di Arthus: il termine "leucocitoclasia" deriva anche dal danno causato dai leucociti (es. frammenti di nucleo di neutrofili infiltranti) nei piccoli vasi o attorno a questi.
Le strutture vascolari ad essere infiammate sono di solito le venule post-capillari (venulite leucocitoclastica cutanea) delle papille dermiche presenti nel derma papillare.

## Eziologia
Le cause sono dovute principalmente ad infezioni, vasculiti dei piccoli vasi (crioglobulinemia mista, porpora di Schönlein-Henoch, orticaria vasculite) comparse di masse tumorali, ma anche come effetto di alcuni farmaci come il cefoperazone.

## Epidemiologia
L'età di insorgenza è sempre maggiore dei 16 anni, costituendo un fattore diagnostico.

## Sintomatologia
Fra i sintomi e i segni clinici ritroviamo poliartralgia e febbre. La sua comparsa può portare ad alcune lesioni cutanee (la principale è porpora palpabile).

## Esami
Come esami diagnostici l'immunofluorescenza si dimostra efficace, ma una diagnosi certa viene effettuata con la biopsia cutanea,

## Terapia
La terapia, se le condizioni si aggravano, consiste nella somministrazione di corticosteroidi e immunosopressori